# Serniki (gemeente)
De gemeente Serniki is een landgemeente in het Poolse woiwodschap Lublin, in powiat Lubartowski.
De zetel van de gemeente is in Serniki.
Op 30 juni 2004 telde de gemeente 4878 inwoners.

## Oppervlakte gegevens
In 2002 bedroeg de totale oppervlakte van gemeente Serniki 75,43 km², waarvan:
- agrarisch gebied: 81%
- bossen: 14%

De gemeente beslaat 5,85% van de totale oppervlakte van de powiat.

## Demografie
Stand op 30 juni 2004:
| Omschrijving                   | Totaal | Totaal | Vrouwen | Vrouwen | Mannen | Mannen |
| ------------------------------ | ------ | ------ | ------- | ------- | ------ | ------ |
| eenheid                        | aantal | %      | aantal  | %       | aantal | %      |
| inwoners                       | 4878   | 100    | 2475    | 50,7    | 2403   | 49,3   |
| bevolkingsdichtheid (inw./km²) | 64,7   | 64,7   | 32,8    | 32,8    | 31,9   | 31,9   |

In 2002 bedroeg het gemiddelde inkomen per inwoner 1257,93 zł.

## Administratieve plaatsen (sołectwo)
Brzostówka (sołectwa: Brzostówka I en Brzostówka II), Czerniejów, Nowa Wieś, Nowa Wola (sołectwa: Nowa Wola I en Nowa Wola II), Serniki, Serniki-Kolonia, Wola Sernicka (sołectwa: Wola Sernicka I en Wola Sernicka II), Wola Sernicka-Kolonia, Wólka Zabłocka, Wólka Zawieprzycka.

## Aangrenzende gemeenten
Lubartów, Niedźwiada, Ostrów Lubelski, Spiczyn